# Populus girinensis
Populus girinensis är en videväxtart som beskrevs av Boris Vassilievich Skvortsov. Populus girinensis ingår i släktet popplar, och familjen videväxter. Utöver nominatformen finns också underarten P. g. ivaschevitchii.